# Saint-Romain (Puy-de-Dôme)
Saint-Romain – miejscowość i gmina we Francji, w regionie Owernia-Rodan-Alpy, w departamencie Puy-de-Dôme.
Według danych na rok 1990 gminę zamieszkiwało 217 osób, a gęstość zaludnienia wynosiła 14 osób/km² (wśród 1310 gmin Owernii Saint-Romain plasuje się na 633. miejscu pod względem liczby ludności, natomiast pod względem powierzchni na miejscu 615.).